# Hobo with a Shotgun
Pour plus de détails, voir Fiche technique et Distribution.
Hobo with a Shotgun (ou Sans abri, sans merci au Québec) est un film d'exploitation et d'action canadien écrit et réalisé par Jason Eisener, sorti en 2011.
Le film est la version longue de la fausse bande-annonce gagnante du concours South by Southwest Grindhouse, initié par Robert Rodriguez et Quentin Tarantino en 2006 pour leur diptyque Grindhouse,.

## Synopsis
Drake est un criminel et dictateur aussi dangereux que sadique qui dirige la ville d'Hopetown avec ses deux fils psychopathes, Ivan et Slick. (Le frère de Drake nommé Logan est exécuté pour lâcheté et trahison par son propre frère Drake qui est moins admiré par le public qui est devant Drake.) Un hobo débarque dans cette ville avec pour projet de s'acheter une tondeuse à gazon et de démarrer une activité de paysagiste. Il se retrouve au centre de ce chaos urbain où la criminalité et la violence règnent. Le clochard ignore la folie autour de lui et voit des clochards persécutés et massacrés par des sbires de Drake dans l'antre de Drake et jusqu'au moment où il décide de défendre une prostituée nommée Abby face à Slick. Après avoir assommé puis livré ce dernier à la police, le hobo fait la connaissance du chef de la police et après l'entretien le clochard découvre qu'il répond aux ordres de Drake, comme la plupart des policiers corrompus de la ville. Slick est ainsi immédiatement libéré et décide avec son frère Ivan de torturer le clochard au couteau en lui inscrivant le mot « Scum » (traductible par déchet en français) et de l'abandonner poings liés dans une benne à ordures. Le clochard demande de l'aide à la jeune Abby qui décide de l'emmener chez elle pour lui offrir un endroit sûr pour dormir.
Le lendemain, le hobo quitte l'appartement d'Abby avec la volonté de trouver de l'argent pour s'acheter sa tondeuse à gazon (qui coûte 49,99 $ dans un magasin). Il part ainsi à la rencontre d'un cadreur qui offre des petites coupures d'argent à des clochards, en échange de participation à ses snuff movies (salaire de 10 $ par torture). Le hobo est ainsi poussé à manger du verre (ce qui vaut un salaire de 20 $) devant la caméra en échange de l'argent souhaité. Il se rend donc dans le magasin de tondeuses à gazon mais assiste au braquage du magasin par trois hommes qui prennent en otage une femme et son bébé et menacent de les exécuter si le directeur ne leur donne pas plus d'argent. Le hobo abandonne donc son projet de paysagiste en apercevant un fusil à pompe (qui coûte également 49,99 $) et abat les trois braqueurs. Il décide alors de nettoyer la ville de l'ensemble des voyous et abat ainsi le réalisateur de snuff movies, plusieurs proxénètes et même un Père Noël pédophile.
Drake quant à lui, agacé par le fait que la population devienne de plus en plus admirative du hobo et de moins en moins terrorisée (un sans abris est torturé par les filles de Drake et exécuté par Drake), convainc ses deux fils (en particulier Slick) de traquer le hobo. Ils décident ainsi de brûler vifs des enfants dans un bus scolaire (ces enfants ont dit qu'ils adorent les clochards) puis de surgir en plein milieu du journal télévisé après avoir assassiné le présentateur (fan du hobo) en exhibant un corps d'enfant calciné et en avertissant la population que si elle ne livre pas le hobo à Drake, tous les enfants de la ville seront exécutés et ordonnent aux gens d'éliminer tous les sans abris, les clochards et les vagabonds pour l'ordre de Drake et que personne ne soutient aux sans abris, car sinon c'est l'exécution. Tous les clochards de la ville sont ainsi traqués et tués par toute une population, les tyrans, les criminels et les policiers corrompus dont les nerfs sont à vif (juste pour survivre et pour admirer Drake). Le hobo sauve Abby des griffes d'un flic corrompu en le tuant et échappent a la population qui chassent les clochards. Le hobo et Abby décident donc de fuir au plus vite de la ville mais ils sont retrouvés juste avant leur départ par Ivan et Slick (dénoncé par un citoyen). Tandis que Slick s'enferme dans la chambre avec Abby, Ivan se bat avec le hobo. Slick se met alors à trancher doucement la gorge d'Abby à l'aide d'une scie (parce qu'elle a porté assistance au hobo), mais le hobo parvient à se défaire d'Ivan et à arrêter Slick avant que la tête d'Abby se soit totalement tranchée. Le hobo tire alors un coup de fusil dans les parties génitales de Slick (qui, après avoir prévenu son père par téléphone, mourra peu de temps après) et emmène Abby à l’hôpital.
Plus que jamais contrarié par la mort de son fils préféré, Drake fait alors appel à The Plague ("le Fléau" en français), un duo d'hommes-machines tueurs à gages en armures qui traverse les âges (responsables entre autres de la mort de Jésus-Christ, Jeanne d'Arc et d'Abraham Lincoln). The Plague retrouve le hobo dans l’hôpital (après avoir massacré les membres de cet hôpital qui portent assistance au hobo) où Abby a été emmenée et le livre à Drake, qui décide de l'exécuter devant toute la population qui acclame pour Drake en le décapitant dans le Glory Hole (bouche d'égout où les victimes sont placées avant de se voir arracher la tête par un câble tracté par un engin motorisé). Entre-temps, Abby a récupéré de sa blessure et se rend au magasin de tondeuses à gazon pour se fabriquer des armes afin d'affronter Drake et raisonne toute la population. Elle se munit notamment d'un "bouclier tondeuse". Elle parvient de justesse à sauver le hobo avant que celui-ci ne soit décapité, mais Drake parvient à lui déchiqueter la main en la jetant dans le bouclier tondeuse alors en marche (un des "The Plague" a été déchiqueté par le bouclier tondeuses à gazon utilisé par Abby après la lutte entre un plague et Abby) et quant à Ivan (qui est servi de bouclier humain et otage par Abby qui demande la libération du hobo) est tué par son propre père devenu hystérique qui ne souhaite pas de se faire voler la vedette (Ivan est déçu pour le Drake en raison de son imprudence) et Drake est poignardé par Abby avec l'os aiguisé de sa main déchiquetée (après Drake qui avait déchiqueté la main de Abby.)
Le hobo parvient grâce à Abby à s'extraire de la bouche d'égout et a pointer son fusil à pompe sur Drake, blessé, qui rampait lamentablement sur le sol en essayant de s'échapper.
Mais le 2e membre du Plague s'éloigne de la scène et laisse Drake au hobo.
Mais à ce moment, la police corrompue surgit et tient en joue le clochard, le menaçant de le tuer s'il ne se rend pas. La population se rendent compte que Drake est un traître et un hypocrite comme il a fait à Ivan et Logan, alors les gens désolidarisent Drake et ils décident de se défendre eux-mêmes en pointant leur armes sur les flics corrompus. Le hobo n'y prête aucune attention et assène une balle de son fusil dans la tête de Drake. La police corrompue fait alors feu et le tue, mais la population, spectatrice de la scène et qui avait décidé de soutenir le hobo ouvre également le feu sur les policiers corrompus (parce que Drake s'est rendu inutile après sa blessure et ils décident de changer de camp et ils comprennent que Drake est un traitre et un hypocrite pour eux comme il a fait à Logan son frangin et à son propre fils Ivan). La police est tuée entièrement par la populace et lorsque Drake est décédé, son influence et son crime contre l'humanité sur la ville est fini. Le film se termine sur l'image du fusil à pompe tenu dans la main du hobo décédé.
À la fin, Abby devint la nouvelle membre de "The Plague" parce que l'un d'eux est tué par celle-ci et lui est greffée une prothèse à la main déchiquetée.

## Fiche technique
- Titre français et original : Hobo with a Shotgun
- Titre québécois : Sans abri, sans merci
- Réalisation : Jason Eisener
- Scénario : John Davies, Jason Eisener et Rob Cotterill, d'après une histoire de John Davies
- Musique : Adam Burke, Darius Holbert et Russ Howard III. Reprise du morceau de Michel Colombier issu du film "L'Alpagueur".
- Direction artistique : Ewen Dickson
- Direction artistique : Ewen Dickson
- Photo : Karim Hussain
- Costumes : Sarah Dunsworth
- Photographie : Karim Hussain
- Montage : Jason Eisener
- Production : Rob Cotterill, Niv Fichman, Paul Gross et Frank Siracusa
- Sociétés de production : Rhombus Media, Whizbang Films Inc., Yer Dead Productions
- Sociétés de distribution :
  - Canada : Alliance Atlantis
  - USA : Magnet Releasing
- Budget : 3 millions USD
- Pays de production :  Canada
- Langue : anglais
- Format : Couleurs (Technicolor) - 35mm - 2.35:1 -  Son Dolby numérique
- Genre : Film d'exploitation, action, gore, horreur, Survival horror, science-fiction, post-apocalyptique, Dystopie
- Durée : 86 minutes
- Dates de sortie [3]:
  - États-Unis : 20 janvier 2011 (festival du film de Sundance 2011)
  - Canada : 25 mars 2011
  - France : 5 octobre 2011 (vidéo)
- Classification : interdit aux moins de 16 ans, R aux USA, 13+ au Québec et au Canada

## Distribution
- Rutger Hauer (VF : Hervé Jolly ; VQ : Guy Nadon) : le sans abri
- Molly Dunsworth (VF : Emmanuelle Hamet ; VQ : Magalie Lépine-Blondeau) : Abby
- Brian Downey (VF : Jean-François Vlerick ; VQ : Jacques Lavallée) : The Drake
- Gregory Smith (VF : Hervé Rey ; VQ : Hugolin Chevrette) : Slick, fils de The Drake
- Nick Bateman (VF : Sébastien Boju ; VQ : Philippe Martin) : Ivan, fils de  The Drake / Rip The Plague
- Robb Wells (VF : Bruno Magne ; VQ : Paul Sarrasin) : Logan, frère de The Drake
- Drew O'Hara : Otis
- Pasha Ebrahimi (VF : Luq Hamet ; VQ : Frédéric Paquet) : le réalisateur de snuff movies
- Jeremy Akerman (VF : Bernard Tiphaine ; VQ : Jean-Luc Montminy) : le chef de la police
- André Haines (VQ : Denis Roy) : le gros homme
- Agnes M. Laan : une jeune prostituée
- Duane Patterson : Pimp
- Brian Jamieson : le père Noël pédophile
- Timothy Dunn : l'employé du magasin
- Peter Simas : Grinder The Plague
- George Stroumboulopoulos : le présentateur du journal

## Accueil

### Critique
Hobo with a Shotgun reçoit en majorité des critiques positives. L'agrégateur Rotten Tomatoes rapporte que 68 % des 97 critiques ont donné un avis positif sur le film, avec une moyenne passable de 5,9/10 . La critique qui fait le plus consensus est « Ce n'est certainement pas subtil - ou très raffiné - mais comme hommage gore aux thrillers d'exploitation à petit budget, Hobo with a Shotgun délivre son lot de déflagrations. » . L'agrégateur Metacritic donne une note de 55 sur 100 indiquant des « critiques positives » .

### Box-office
| Pays ou région     | Box-office | Date d'arrêt du box-office | Nombre de semaines |
| ------------------ | ---------- | -------------------------- | ------------------ |
| États-Unis/ Canada | 703 372 $  | 11 août 2011               | 14                 |

## Vidéo
Inédit dans les salles françaises, le film a été édité par TF1 vidéo en DVD et BLU-RAY le 5 octobre 2011. Il contient divers bonus : making-of, fin alternative, scènes coupées, bandes-annonces et un commentaire audio de Jason Eisenher et Rutger Hauer.

## Analyse
Ce film fait référence à Orange mécanique, New York 1997, Los Angeles 2013, Class 1984, Class of 1999, The Substitute, Battle Royale et Graine de violence.
Certains spectateurs et fans sont choqués de voir Gregory Smith, l'acteur de Small Soldiers, en un monstre psychopathe sadique.
Le film aborde des thèmes sensibles et polémiques qui ont causé son interdiction en salle dans un certain nombre de pays, tels que la drogue ou la prostitution, même les enlèvements, l'extermination, les abus d'enfants, les mauvais traitements sur des innocents, le viol, le proxénétisme, les trafics d'humains, la réduction en esclavage, la persécution, les meurtres de toutes sortes, les actes inhumains de toutes sortes, les tortures, la disparition forcée, les persécutions de toutes sortes, les séquestrations, les mutilations et toutes les monstruosités et les atrocités qui sont admises et légalisées par le Drake sont considérées comme crime contre l'humanité dans certains pays qui interdisent ce film.